# Himno a Trujillo
El Himno a Trujillo es uno de los símbolos de la ciudad de Trujillo, ubicada en la costa norte peruana en el departamento de La Libertad. La letra del himno a Trujillo fue escrita por Ramiro Mendoza Sánchez en 1974 y la música por Ramiro Herrera Orbegoso en 1975. Entonces la melodía y la escritura se fusionaron en el Teatro Municipal con el acompañamiento de la tradicional Banda de Músicos de la 32 Brigada de Infantería y el Coro Polifónico del entonces Instituto Nacional de Cultura. La municipalidad de la ciudad difunde el himno principalmente a través de ceremonias cívicas oficiales que se celebran en la ciudad con la interpretación del mismo por bandas de músicos. El himno expresa un saludo y reconocimiento a la ciudad a través de su historia.